# The Blues parte dos
The Blues parte dos: World Blues es un álbum de Litto Nebbia junto al grupo La Luz, editado en 2007 por Melopea Discos.
Esta es la tercera placa de Nebbia con La Luz, y la segunda de la serie The Blues.
El álbum es a la vez un homenaje a la música blues, y un ejercicio de nostalgia, donde Nebbia recrea algunos covers de los años 60 como "You've Really Got a Hold On Me", interpretado por The Beatles o Smokey Robinson & The Miracles en el pasado, "She Said She Said", también de los Beatles, o incluso "Deja que conozca el mundo de hoy", tema propio que Litto grabó en 1969 para su primer álbum solista.

## Lista de temas
1. Casi todo sucede al mismo tiempo
2. Corre niña
3. You've Really Got a Hold On Me
4. Tonta (Silly Girl)
5. Dreams II
6. Cambio de abrigo
7. 24 Manigueis
8. Daydream
9. Islas
10. She Said She Said
11. Blues para Santiago del Estero
12. You Don't Know Me
13. Deja que conozca el mundo de hoy
14. The Blues